# Fažana
Fažana (wł. Fasana) – wieś w Chorwacji, w żupanii istryjskiej, siedziba gminy Fažana. W 2011 roku liczyła 2009 mieszkańców.

## Geografia
Fažana położona jest na półwyspie Istria, 8 km na północny zachód od Puli.
Na terenie Fažany wciąż używa się języka istriockiego.
Miejscowa gospodarka oparta jest na przemyśle spożywczym i szklarskim. Z miejscowości poprowadzono podmorskie połączenia elektryczne, telefoniczne i wodociągowe, które łączą Wyspy Briońskie ze stałym lądem.

## Historia
Pierwsza historyczna wzmianka o Fažanie pochodzi z 1197 roku. Pod koniec XIII wieku stała się częścią Republiki Weneckiej. W 1397 roku nieopodal miejscowości doszło do genueńsko-weneckiej bitwy morskiej.
W latach 1615–1618, w trakcie wojny habsbursko-weneckiej, miejscowy port odgrywał strategiczną rolę w logistyce armii weneckiej.
W 1797 roku miejscowość weszła w skład Prowincji Iliryjskich. Następnie należała do Cesarstwa Austrii, Królestwa Włoch i Jugosławii.